# Entephria grossi
Entephria grossi là một loài bướm đêm trong họ Geometridae.